# 内田高子
内田 高子（うちだ たかこ、1942年8月22日 - ）は、日本の女優、元歌手である。出生名は同じ。1963年（昭和38年）に歌手としてデビュー、1964年（昭和38年）から本格的に女優として活動を開始する。黎明期の成人映画界のスター女優であり、「成人映画界のソフィア・ローレン」と呼ばれた。1971年（昭和46年）に映画監督の向井寛（本名・向江寛城）と結婚・引退、本名は向江 高子（むかえ たかこ）になる。夫・向井の没後1年を経た2009年（平成21年）、テレビドラマ『任侠ヘルパー』に向江 たかこ（むかえ たかこ）名義で出演した。

## 人物・来歴

### デビューのころ
1942年（昭和17年）8月22日、千葉県銚子市に生まれる。ウェブ上にみる誕生年には諸説あり、Yahoo!映画では「1940年」（昭和15年）、DrillSpin等では「1943年」（昭和18年）とされているが、『日本映画俳優全集・女優編』（キネマ旬報社）や『芸能人物事典 明治大正昭和』（日外アソシエーツ）、およびKINENOTEでは「1942年」（昭和17年）としている。
1961年（昭和36年）3月、銚子市立銚子高等学校を卒業し、建設会社に入社する。満20歳になる1962年（昭和37年）、イタリア・フランス合作映画『セクシーの夜』（監督エットーレ・フェッキ）を東和が配給・公開するにあたり、同作のキャンペーンとして「ネグリジェ・コンテスト」を開催、これに応募して一位を獲得する。同作は同年12月23日に公開され、翌1963年（昭和38年）には東芝音楽工業（のちのEMIミュージック・ジャパン、現在吸収されてユニバーサルミュージック合同会社）に入社、同年8月に発売されたシングル『粋なネグリジェ』（作詞松井由利夫、作曲上條たけし、編曲安形和巳）で歌手としてデビューした。同作は松井の歌詞が過激とされ、放送禁止とみなされてヒットはしなかった。
『日本映画俳優全集・女優編』および『芸能人物事典 明治大正昭和』には、1964年（昭和39年）、新藤孝衛が自らの監督作『セクシー東京'64』の主役に抜擢され、映画界にデビューした旨の記述があるが、その前年の歌手デビューの年、シングル発売の直後である1963年9月18日に放映された連続テレビ映画『特別機動捜査隊』第99回『大いなる代償』（監督石川義寛）に、すでにゲスト出演している。『セクシー東京'64』はさらに遅れて、1965年（昭和40年）3月、『肉体のドライブ』と改題され、成人映画として劇場公開された。「主演デビュー作」が製作されて公開されるまでの間に、1965年初頭に放映された大島渚の連続テレビ映画『アジアの曙』第7話・第8話に出演したほか、前年末にすでに完成していた大蔵映画が製作・配給した成人映画『雌 めす 牝』（監督小川欽也）、東映京都撮影所製作の時代劇映画『忍法忠臣蔵』（監督長谷川安人、1965年2月25日公開）に出演、それぞれ公開されている。なかでも『雌 めす 牝』は、大蔵映画が初めて本格的にいわゆる「ピンク映画」に取り組むべく300万円の低予算で製作した作品であったが、同社が配給する一般映画や洋画を含めて、当時最大のヒットを記録した。大蔵映画が同年4月にいわゆる「ピンク映画」の興行網「オーピーチェーン」を提唱したのは、同作のヒットを受けての政策であった。大蔵映画は、同年同月、内田を主役に『黒・白・黒?』（監督小川欽也）を公開、翌5月には新東宝映画も柳家小せん (4代目)を石松、内田を相手役に起用して『好色森の石松』（監督大貫正義）を発表、内田は「かくれたドル箱スター」と呼ばれる存在になっていった。

のちに夫となる向井寛との出会いもこの時期であり、今井正、佐伯清に師事し教育映画『二人の少年』（1962年）で監督に昇進した向井は、同年、東京芸術プロダクション（現在の向井プロダクション）を設立して独立、その第1作として『肉』を製作・監督、主演女優に内田を起用、同作は国映が配給して同年5月に公開された。同作の撮影中、向井から「君の売り物は脇毛なのだから剃るんじゃないぞ」と言われたことで、脇毛がセールスポイントとなった。以降“脇毛女優”としてピンク映画で一時代を築くことになる。同年6月9日に日活が配給して公開された武智鉄二監督の『黒い雪』は、わいせつ図画であるとして武智と日活の配給部長が起訴されたが、同作に出演していた内田は、紅千登世、松井康子、村田知栄子らとともに警視庁への出頭を求められている。この黒い雪事件は1969年（昭和44年）9月17日、東京高等裁判所で無罪が確定したが、新映倫（映画倫理管理委員会、現在の映画倫理委員会）を通過した劇場用映画が刑事罰に問われた事件として知られる。
前年の『雌 めす 牝』では「内田高子（東芝レコード）」とクレジットされていた内田は、同年には東芝を離れ、岡雅美の岡プロダクションに所属、同社の専務取締役を務めた。中島貞夫や倉本聰が脚本を執筆し同年10月1日に放映を開始した連続テレビ映画『勝海舟』（製作毎日放送）、国際放映が製作しフジテレビジョンが同年10月5日に放映した連続テレビ映画『刑事』の第1回、五社英雄監督作にも、内田はそれぞれ出演、ジャンルを超えた活動を行った。
『日本映画発達史』の田中純一郎は、同書のなかで黎明期の成人映画界のおもな出演者として、扇町京子、橘桂子、城山路子（光岡早苗と同一人物）、香取環、新高恵子、松井康子、西朱実、朝日陽子、火鳥こずえ、華村明子、森美沙、湯川美沙、光岡早苗、路加奈子、有川二郎、里見孝二、川部修詩、佐伯秀男とともに、内田の名を挙げている。

### 向井寛との時代
同年11月に公開された『色舞』、同年12月7日に公開された『破戒女』、翌1966年（昭和41年）1月に公開された『人妻の予定日』に主演し、向井寛の監督作への連続主演が始まった。同年5月に公開された『二股かける女』（監督向井寛、配給大蔵映画）は、自らが所属するとともに専務取締役の肩書きをもつ岡プロダクションの製作であり、主演するとともに自らがプロデュースを手がけた。それとともに歌手としてもテイチク（現在のテイチクエンタテインメント）に移籍し、シングル『女が爪を切るとき』、同『ベッドで煙草を吸わないで』を発表する。『ベッドで煙草を吸わないで』は、同年4月に沢たまき（日本ビクター）が歌ってヒットした楽曲のカバーである。向井作品に多く主演する一方で、1968年（昭和43年）には、日本のメジャー映画会社初の成人指定映画といわれる石井輝男監督の東映ポルノ『徳川女系図』に出演して曽雌定子を演じた。同作には内田のほか、谷ナオミ、辰巳典子、火鳥こずえ、祝真理ら、いわゆる独立系のピンク映画女優が多数出演しており、興行的に成功を収めた。これに触発された日活も、当時はまだロマンポルノ（1971年 - 1988年）を開始していなかったが、児井英生がプロデュースした『女浮世風呂』（監督井田探、同年7月10日公開）や『鮮血の賭場』（監督野村孝、同年8月14日公開）、高橋昌也の相手役として主演した『艶説 明治邪教伝』（監督土居通芳、同年7月10日公開）といった作品に内田を出演させた。
1969年（昭和44年）5月、向井寛の『禁じられたテクニック』（主演可能かづ子、1966年）が『ナオミ』（イタリア語: Naomi）の題でイタリアで公開されたが、表現が過激であるとして上映中止となる事件が起きる。このときの「ローマ法王に抗議したい」という向井の発言とともに、その恋人が内田であるとして報道された。ミリオンフィルム（社長・加来章、1968年8月1日設立）が配給し、同年9月8日に「ミリオンフィルム創立記念超大作」として公開された『日本処女暗黒史』（監督向井寛）に、デヴィ夫人をモデルにした人物を演じて主演したのを最後に、出演作が記録にみられなくなる。ただし同作から引退時期までの作品記録が掲載されている『映画年鑑 1973』において、独立系の映画作品については監督名以外記載されておらず、この時期の出演者が概して不明である。1970年（昭和45年）2月1日には、テイチクのレーベルであるユニオンレコードからシングル『あなたと死にたい私』、同年7月1日には同レーベルからシングル『ベッドで煙草を吸わないで』を再発売した。翌1971年（昭和46年）、向江と結婚した。その後は1972年（昭和47年）まで、バーの経営やキャバレー出演等も行なっていたが、一旦、引退した。
長男の向江寛尚は、同年11月11日に生まれ、法政大学経済学部を卒業後、プロゴルファーになった。1995年（平成7年）9月23日に公開された『あした』（監督大林宣彦）に長女の向江玲香が出演した。玲香は、その後、むかえれいかの名で、向井寛の監督した『GOING WEST 西へ…』（1997年）、同じく『故郷』（1999年）にも出演している。『GOING WEST 西へ…』には内田も出演した。
2008年（平成20年）6月9日、夫の向井と死別する。その一周忌を目前とした2009年（平成21年）3月14日 - 同年5月15日にラピュタ阿佐ヶ谷で行なわれた「60年代まぼろしの官能女優たち」の特集上映で主演作『淫紋』（監督向井寛）が16mmフィルムヴァージョンで上映され（同年3月14日 - 同20日）、初日の同年3月14日にトークイベントの舞台に立つ。同特集上映では『女王蜂の欲情』（監督小川欽也）も上映された（同年3月21日 - 同27日）。その後、向井の一周忌を経て、同年9月18日に公開されたR18+指定の劇場用映画『熟女 淫らに乱れて』（監督鎮西尚一）に出演する。同時期にフジテレビジョンが放送した連続テレビドラマ『任侠ヘルパー』の第8回 - 第11回に向江 たかこ名義でセミレギュラー出演した。2012年（平成24年）8月17日・18日、向井と内田の最初の作品である『肉』および『女王蜂の欲情』が銀座シネパトスで上映され、内田は、後者の監督である小川欽也とともにトークイベントに出演した。

## フィルモグラフィ
クレジットはすべて「出演」である。東京国立近代美術館フィルムセンター（NFC）等の所蔵状況についても記す。
- 『特別機動捜査隊』第99回『大いなる代償』 : 監督石川義寛、主演波島進、企画NETテレビ、製作東映テレビプロダクション、1963年9月18日放映（連続テレビ映画）
- 『肉体のドライブ』（原題『セクシー東京'64』） : 監督新藤孝衛、製作・配給日本映画社、1964年製作・1965年3月公開（成人映画・映倫番号 13751） - 主演
- 『アジアの曙』 : 監督大島渚、原作山中峯太郎、製作創造社・国際放映・TBSテレビ、1964年12月9日 - 1965年3月3日放映（連続テレビ映画）
  - 第7話 : 脚本佐々木守・石堂淑朗
  - 第8話 : 脚本佐々木守・石堂淑朗
- 『雌 めす 牝』[5]（『雌めす牝』[6]『雌・メス・牝』[9]） : 監督小川欽也、主演久爾さと子、製作・配給大蔵映画、1964年12月審査・1965年公開（成人映画・映倫番号 13810） - 出演、69分の上映用プリントをNFCが所蔵[5]
- 『忍法忠臣蔵』 : 監督長谷川安人、製作東映京都撮影所、配給東映、1965年2月25日公開（映倫番号 13821） - 「鞆絵」役
- 『黒・白・黒?』[9]（『黒白黒?』[6]） : 監督小川欽也、原作大蔵貢、製作・配給大蔵映画、1965年4月公開（成人映画・映倫番号 13928）
- 『いろ女』 : 監督沢田芳久、製作・配給国際ビデオ、1965年5月公開（成人映画・映倫番号 不明） - 「温泉芸者はるえ」役
- 『好色森の石松』 : 監督大貫正義、主演柳家小せん (4代目)、製作創映、配給新東宝映画、1965年5月公開（成人映画・映倫番号 不明） - 「お蝶さん」役、74分の上映用プリントをNFCが所蔵[5]
- 『肉』 : 監督向井寛、製作東京芸術プロダクション、配給国映、1965年5月公開（成人映画・映倫番号 13945）
- 『黒い雪』 : 監督武智鉄二、製作第三プロダクション、配給日活、1965年6月9日公開（成人映画・映倫番号 14009） - 「娼婦ユリ」役
- 『処女喪失』 : 監督井田探、主演藤江リカ、製作・配給日活、1965年6月20日公開（成人映画・映倫番号 13979） - 「辻川さと子」役
- 『006は浮気の番号』 : 監督近江俊郎、製作音映、配給日活、1965年7月28日公開（映倫番号 14064） - 「奈緒美」役

- 『乳ぼくろ』 : 監督糸文弘、製作LL企画、配給関東ムービー配給社、1965年9月7日公開（成人映画・映倫番号 14141） - 主演
- 『憎い肌』 : 製作池田正一、監督藤田尚、製作IOFプロダクション、配給ヒロキ映画、1965年9月14日公開（成人映画・映倫番号 14101） - 主演
- 『女の砂丘』 : 製作池田正一、監督藤田尚、製作IOFプロダクション、配給ヒロキ映画、1965年10月12日公開（成人映画・映倫番号 14169） - 「妙子」役（主演）
- 『可愛い悪女 このまま殺して』 : 監督藤雄三、製作藤プロダクション、配給大蔵映画、1965年10月19日公開（成人映画・映倫番号 14202） - 「井上苑子」「その母親（二十年前のみ）」の二役
- 『勝海舟』全23回 : 監督信太正行、脚本中島貞夫・倉本聰、製作毎日放送、1965年10月1日 - 1966年3月11日放映（連続テレビ映画）
- 『刑事』第1回 : 監督五社英雄、製作国際放映/フジテレビジョン、1965年10月5日放映（テレビ映画）
- 『女の崖』 : 製作多田幸弘、監督小崎政房、製作新幸プロダクション、配給大蔵映画、1965年11月30日公開（成人映画・映倫番号 14131） - 主演
- 『色舞』 : 監督向井寛、共演西朱実、製作東京芸術映画、配給不明、1965年11月公開（成人映画・映倫番号 不明） - 主演
- 『破戒女』 : 監督向井寛、製作轍プロダクション、配給新東宝興業、1965年12月7日公開（成人映画・映倫番号 14224） - 主演

- 『人妻の予定日』 : 企画千葉実、監督向井寛、製作オリジナル映画、配給日本シネマ、1966年1月公開（1965年12月公開とも[31]、成人映画・映倫番号 14347） - 主演、69分の上映用プリントをNFCが所蔵[5]
- 『女王蜂の欲情』[2][13][31]（『女王蜂の欲望』[6][9]） : 監督小川欽也、共演美矢かほる、製作・配給大蔵映画、1966年1月公開（1965年12月公開とも[31]、成人映画・映倫番号 14316） - 主演
- 『女犯破戒』 : 監督工藤栄一、製作東映京都撮影所、配給東映、1966年3月10日公開[9]（3月13日公開とも[8]、成人映画・映倫番号 14383） - 「竹川」役、88分の上映用プリントをNFCが所蔵[5]
- 『しびれる歓び』 : 監督小角高治（小倉泰美とも[31]）、製作東亜シネマ、配給東京企画、1966年3月1日公開（成人映画・映倫番号 14246） - 主演
- 『乳房日記』 : 監督経堂三郎（経堂一郎[31]）、製作轍プロダクション、配給不明、1966年4月26日公開（成人映画・映倫番号 14487） - 「玲子」役（主演）
- 『玉ころがし』 : 監督小森白、主演松井康子、製作東京興映、配給新東宝映画、1966年4月公開（成人映画・映倫番号 不明）
- 『二股かける女』 : 監督向井寛、製作岡プロダクション、配給大蔵映画、1966年5月3日公開（成人映画・映倫番号 14422） - 企画・主演
- 『女が指を咬むとき』 : 監督糸文弘、製作LL企画プロダクション、配給関東ムービー配給社、1966年6月7日公開（成人映画・映倫番号 14538） - 主演
- 『悪僧』 : 製作矢元照雄、企画朝倉大介、監督向井寛、製作東京芸術映画、配給国映、1966年6月公開（成人映画・映倫番号 不明） - 「尼僧」役（主演）
- 『赤い情事』 : 製作鷲尾飛天丸、監督福田晴一、製作・配給日本シネマ、1966年10月公開（成人映画・映倫番号 14664） - 主演、77分の上映用プリントをNFCが所蔵[5]
- 『異常な体験』 : 監督向井寛、製作日本芸術協会、配給関東ムービー配給社、1966年10月公開（成人映画・映倫番号 14705） - 主演

- 『夜の悦び』 : 監督向井寛、製作日本芸術協会、配給関東ムービー、1967年3月7日公開（成人映画・映倫番号 14845） - 主演
- 『或る密通』 : 監督向井寛・山本晋也・若松孝二、製作・配給日本シネマフイルム、1967年4月15日公開（オムニバス、成人映画・映倫番号 14900） - 主演
- 『女あさり』 : 監督向井寛、製作日本芸術協会、配給六邦映画、1967年4月15日公開（成人映画・映倫番号 14877） - 主演
- 『淫紋 処女妻姦通』 : 監督向井寛、製作日本芸術協会、配給不明、1967年公開（成人映画・映倫番号 不明） - 主演

- 『徳川女系図』 : 監督石井輝男、製作東映京都撮影所、配給東映、1968年5月1日公開（成人映画・映倫番号 15264） - 「定子」役
- 『女浮世風呂』 : 企画児井英生、監督井田探、製作青山プロダクション、配給日活、1968年7月10日公開（成人映画・映倫番号 15430） - 「初瀬」役
- 『艶説 明治邪教伝』 : 企画・製作柴田輝二、監督土居通芳、主演高橋昌也、製作テアトルプロダクション、配給日活、1968年7月10日公開（成人映画・映倫番号 15437） - 「おきん」役（主演）
- 『鮮血の賭場』 : 企画児井英生、監督野村孝、製作・配給日活、1968年8月14日公開（映倫番号 15412） - 「ミツ」役

- 『ブルーフィルムの女（英語版）』 : 企画・製作朝倉大介、監督向井寛、製作朝倉プロダクション、配給国映、1969年1月公開（成人映画・映倫番号 15707）
- 『日本処女暗黒史』 : 企画江戸実、監督向井寛、製作日本芸術協会、配給ミリオンフィルム、1969年9月8日公開（成人映画・映倫番号 16058） - 主演、66分の上映用プリントをNFCが所蔵[5]
- 『日本ポルノ史 濡れ場活動大写真』 : 監督向井寛、製作・配給新東宝映画、1975年7月公開（成人映画・映倫番号 18423） - 主演
- 『熟女 淫らに乱れて』（別題『スリップ』・DVD題『み・だ・ら』） : 監督鎮西尚一、製作国映・鎮西組、配給新東宝映画、2009年8月31日審査・同年9月18日公開（R18+・映倫番号 118604）[36]
- 『任侠ヘルパー』 : 監督西谷弘・石川淳一・葉山浩樹、製作著作フジテレビジョン、2009年7月9日 - 同年9月17日放送 - セミレギュラー出演（第8回 - 第11回）・「向江たかこ」名義

## ディスコグラフィ

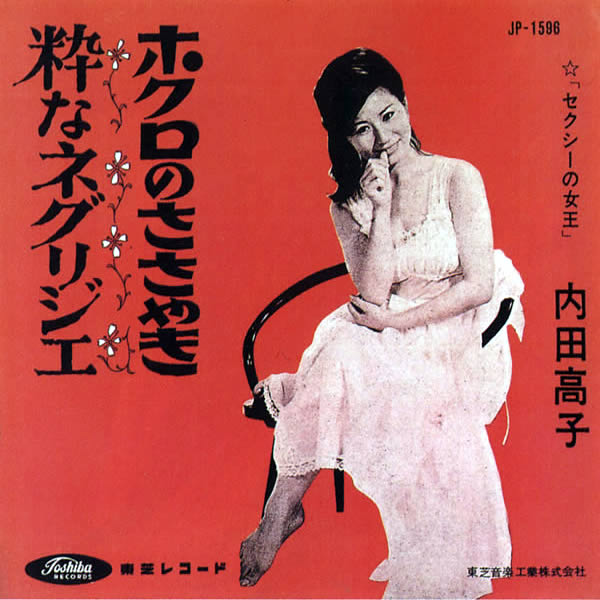
歌手デビューシングル『粋なネグリジェ』（1963年8月発売）。

日本音楽著作権協会の作品データベース検索結果を参考にした一覧である。特筆以外は東芝音楽工業である。

### シングル
- 『粋なネグリジェ』/B面『ホクロのささやき』 : 1963年8月発売（JP-1596）
- 『樽を叩いて』（B面柳好美『神戸港町裏通り』） : 発売日不明（TR-1092）
- 『女が爪を切るとき』/B面『今は二人だけ』 : テイチク、1966年発売（SN-380）
- 『ベッドで煙草を吸わないで』/B面『待ちきれなくて』 : テイチク、1966年9月発売（SN-412）
- 『あなたと死にたい私』/B面『噂の恋』 : ユニオンレコード、1970年2月1日発売（US-647-J）
- 『ベッドで煙草を吸わないで』/B面『チェリー・ブランディー』 : ユニオンレコード、1970年7月1日発売（US-673-J）

### アルバム
- 『あなたと死にたい私』 : ユニオンレコード、1970年4月1日発売（UPS-5234-J）
- 『おねがい酔わせて ひとり寝はとてもさびしいの!?』 : エンブレムレコード、発売日不明（EC-8016） - 8トラック
- 『女のもだえ』 : 詳細不明

### オムニバスCD
- 『マイクを握った女優たち』 : 1991年3月発売（TOCT-6011） - 『粋なネグリジェ』収録[4]
- 『魅惑のムード秘宝館』 : 2003年11月発売（TOCT-10936） - 『粋なネグリジェ』収録[4]
- 『禁断 エロチカ!歌謡show』 : テイチクエンタテインメント、2012年2月発売（TECH-25285）
  - 『夜、それは男と女の時間』（ナレーション）、『あなたと死にたい私』、『熱い吐息』（ナレーション）、『チェリー・ブランデー』収録[4]

## ビブリオグラフィ
国立国会図書館蔵書等にみる書誌である。
- 「新手でいこう」内田高子・覆面太郎・南国太郎、小林正義 : 『小説倶楽部』第16巻第14号所収、桃園書房、1963年11月発行
- グラビヤ特集「人気タレントとともに ネグリジェ・スタイルで目下売出し中 - 内田高子」 : 『芸能画報』第13巻第12号所収、サン出版、1963年12月発行
- 『別冊近代映画 チャーム・ビューティー春の特集号』昭和40年4月号臨時増刊、近代映画社、1965年4月 - 表紙
- 「〝かくれたドル箱スター〟内田高子の意見」 : 『週刊平凡』第7巻第24号所収、平凡出版、1965年6月発行、p.45.
- 『別冊近代映画 秋の特選グラマー特別号』昭和41年11月号、近代映画社、1966年11月 - 表紙
- 『成人映画』通巻17号、現代工房、1967年5月1日発行 - 表紙
- 『別冊近代映画 愛の魅惑グラマー』昭和43年6月号、近代映画社、1968年6月 - 表紙
- 「ローマ法王に抗議したい ピンク監督 - イタリア上映禁止に怒る男と恋人・内田高子」 : 『週刊文春』第11巻第22号通巻524号所収、文藝春秋、1969年6月発行、p.32-35.